# Аксуєцька сільська адміністрація
Аксуєцька сільська адміністрація (каз. Ақсүйек ауылдық әкімдігі, рос. Аксуекский сельская администрация) — адміністративна одиниця у складі Мойинкумськогорайону Жамбильської області Казахстану. Адміністративний центр та єдиний населений пункт — село Аксуєк.
Населення — 839 осіб (2021; 1231 у 2009, 1564 у 1999, 6484 у 1989).
Станом на 1989 рік існувала Аксуєцька селищна рада (смт Аксуєк). 2013 року Аксуєцький селищний округ був перетворений в сільську адміністрацію.